# Silas Namatak
Silas Namatak là một cầu thủ người Vanuatu và thi đấu ở vị trí tiền vệ.